# Lomaptera bernsteini
Lomaptera bernsteini är en skalbaggsart som beskrevs av Valck Lucassen 1961. Lomaptera bernsteini ingår i släktet Lomaptera och familjen Cetoniidae. Inga underarter finns listade i Catalogue of Life.